# Colt Single Action Army
El  Colt Single Action Army (SAA), conocido también como Colt 45 y Colt Peacemaker (Pacificador), es un revólver de acción simple (SA, Single Action en inglés) y tambor con capacidad de seis cartuchos que fue muy popular en el viejo oeste estadounidense a finales del siglo XIX. Es el revólver por excelencia y posiblemente se trate de la primera arma corta fiable de la historia.

## Historia
La compañía Colt fue la creadora de esta arma, revolucionaria para su época, diseñada inicialmente para el Ejército de los Estados Unidos, que la adoptó en 1873 como arma reglamentaria. El Peacemaker reemplazó al Colt 1860 y permaneció como arma oficial del Ejército hasta 1892, cuando fue reemplazado por el revólver Colt de doble acción (DA).
La popularidad del Peacemaker no se limitó exclusivamente al terreno militar. En pocos años, muchos ciudadanos estadounidenses se hicieron con una de las miles de unidades fabricadas por Colt. Este revólver también contó con un notable protagonismo en la conquista del Oeste. En este sentido, el hecho de que utilizara munición del mismo calibre que el fusil Winchester M1873 ayudó a su popularización como arma corta.
El Colt Peacemaker es uno de los revólveres más afamados del Viejo Oeste, siendo utilizado por los legendarios Wyatt Earp y William “Bat Masterson” Barclay entre otros.

## Utilización en el cine
El Colt Peacemaker fue ampliamente utilizado por la industria cinematográfica (sirviendo esta para elevar al Peacemaker a la categoría de mito), al ser un revólver asociado a grandes estrellas de la pantalla como John Wayne, Gary Cooper y en ocasiones Clint Eastwood, si bien en general este último portaba un Colt Navy. Quienes también lo usaron fueron Theodore Roosevelt, que tenía uno con sus iniciales grabadas, y George S. Patton, que usaba dos. Incluso en la saga de Regreso al futuro III (Back to the Future), recreada en el lejano Oeste, un vendedor de armas le obsequia un Peacemaker al personaje de Michael J. Fox para que lo utilice en un duelo contra “Mad Dog Tannen”, interpretado por el actor Thomas Wilson. También es el revólver que utiliza el personaje de la famosa saga de videojuegos Metal Gear, Revolver Ocelot. En la serie de películas The Expendables, el personaje interpretado por Sylvester Stallone, Barney Ross, utiliza una versión modificada del arma, con el cañón recortado y compensador de gases.